# Que cante la vida (musical)
Que cante la vida es un musical basado en las canciones del cantante chileno Alberto Plaza, que relata la historia de amor entre dos adolescentes que están separados por sus ideales y clase social, durante los años 80 en Chile. El musical está compuesto por más de 18 canciones que el artista ha compuesto durante su carrera musical.
El estreno del musical es el 7 de junio de 2012.

## Producción
“Que Cante la Vida” surge como una iniciativa de la sociedad Plaza Imaginaria, formada por Alberto Plaza y los socios de la productora Imaginaria, Juan Pablo Fresno y Jorge Fabry, quienes en alianza con el Teatro Municipal de Las Condes se unieron para emprender este proyecto innovador, producido y dirigido en el país. 
La dirección del musical “Que Cante la Vida” está a cargo de la dupla argentina compuesta por Hernán Espinosa, director y adaptador de la obra, y Fernando Israilevich, director musical. Ambos son reconocidos por el éxito obtenido en sus grandes producciones: “Frankenstein”, “Cumbres Borrascosas”, “Mayo” y “Oh l’amour” . La obra está construida sobre el libreto original del guionista y director de teatro Rolando Valenzuela. 

### Producción General Plaza Imaginaria
- Música y canciones: Alberto Plaza
- Libreto original: Rolando Valenzuela
- Adaptación de la obra: Hernán Espinosa
- Director general: Juan Pablo Fresno
- Productor general: Jorge Fabry
- Director: Hernán Espinosa
- Directora residente y entrenamiento actoral: Carolina De Ponti
- Asistente de dirección: José Miguel Gallardo
- Asistente de producción: Victoria González-Urrutia
- Director musical y arreglos: Fernando Israilevich
- Director de orquesta: Marcelo Aedo
- Coreógrafo: Cristián Rebolledo
- Vestuarista: José Luis Plaza
- Escenógrafo: Rodrigo Pumarino
- Iluminador: Patricio Pérez
- Sonido: Manuel Sánchez
- Vocal Entrenador: Fernanda Meza

### Osquesta
- Director: Marcelo Aedo
- Piano y Teclados: Jerónimo Apablaza Rojo
- Piano y teclados: Mauricio Vargas Pinto
- Guitarra: Cristian Mendeville Farías
- Bajo: Marcelo Aedo
- Batería: Gonzalo Eyzaguirre Rodríguez
- Violín: Felipe Muñoz
- Violín: Sebastián Acevedo Maturana
- Violonchelo: Thomas Aquiles Flores
- Viola: Felipe Vieytes González

## Musical

### Contexto Histórico
Que Cante la Vida, el musical -una obra inspirada en las canciones más emblemáticas de Alberto Plaza- nace con el propósito de entregar un mensaje positivo, un espacio de reflexión y unidad en tiempos donde la impaciencia y la intolerancia para aceptar las diferencias se están apoderando de las personas.
Con esta motivación y la visión de ser un aporte en el desarrollo de la industria de los musicales en Chile se crea Plaza Imaginaria. Sociedad compuesta por Alberto Plaza –quien ha sido reconocido por sus pares en Chile como el mejor autor de la década- y los dueños de la productora Imaginaria, Juan Pablo Fresno y Jorge Fabry. Los tres deciden unirse con el objetivo de especializarse en la producción de musicales a gran escala y con la calidad internacional de los reconocidos clásicos presentados en Broadway.
El primer paso fue convocar a Rolando Valenzuela, director de Teatro, para que escribiera la historia y diera vida al libreto. En la búsqueda de un espacio de estándar internacional para presentar Que Cante la Vida, toman contacto con representantes del Teatro Municipal de Las Condes, con quienes deciden aliarse para concretar el proyecto en el prestigioso escenario nacional.
Luego, los socios de Plaza Imaginaria viajan a Argentina en busca de un equipo creativo de excelencia. Se contactan con Hernán Espinosa, adaptador y director de la obra, y Fernando Israilevich, director musical. Dupla reconocida en su país por sus más de 10 años de experiencia en grandes producciones del género del teatro musical.
Finalmente, se trabajó para seleccionar al mejor elenco, el cual ha estado bajo estricto entrenamiento vocal, actoral y coreográfico para cumplir con el requisito del ABC de los musicales: actuación, baile y canto.

### Sinopsis
En 1988, dos adolescentes se conocen en una sala de clases de un colegio particular de Santiago. A pesar de las diferencias de creencias entre ambos y de provenir de mundos socioeconómicos opuestos, se enamoran perdidamente.
José Miguel -un humilde joven proveniente de Iquique- conquista el corazón de Paz una niña de situación acomodada- que sufre por la presión que ejerce sobre ella su autoritario padre, Sergio, quien se opone rotundamente a que su hija se relacione con un joven de ideas progresistas.
Este amor causa la ira de Julio César –actual “pololo” de Paz-, quien ayudado por sus amigos hará lo imposible por separar a la pareja y llegará hasta las últimas consecuencias para conseguirlo. Sin embargo, José Miguel y Paz logran amarse de manera clandestina.
La mano de un tercero obliga a que José Miguel y Paz se separen para siempre. Pasan cuatro años y ahora Paz estudia Derecho en la universidad. Está sola y tiene que trabajar para mantenerse, ya que su padre le quita su apoyo cuando se enamora de José Miguel. Julio César vuelve al intento por conquistar a Paz, pero la vida se encargará de depararle un mejor futuro con un nuevo amor.
A lo largo de las escenas, la tragedia y la esperanza se harán presentes, pero el amor, la unión y la reflexión tendrán un rol protagónico para demostrar que es posible generar puntos de encuentros y trabajar por la creación de un mundo mejor.

### Elenco
El elenco, compuesto por más de 20 actores, entre los que destacan figuras como la cantante nacional D-Niss y los actores Lorena Capetillo, Álvaro Gómez, Carola Paulsen y Claudio Olate, recrearán historia de amor entre Paz -una niña presionada por su padre autoritario- y José Miguel -un humilde joven iquiqueño-, quienes a pesar de venir de diferentes sectores socioeconómicos se enamoran perdidamente.
A lo largo de la trama, el amor, la unión y la reflexión tendrán un rol protagónico para demostrar que es posible generar puntos de encuentros y trabajar por un mundo mejor, en una sociedad marcada por la intolerancia y la falta de diálogo.
- Paz: D-Niss
- José Miguel: Nicolás Emden
- Sergio: Alberto Plaza
- Caro: Lorena Capetillo
- Julio César: Eusebio Arenas
- Esteban: Álvaro Gómez
- Hipólito: Claudio Olate
- Miss Emily: Carolina Paulsen
- Felipe: Carlos Wedeles
- Damián: Nicolás Álamos
- Carlitos: Rodrigo Meza

### SetList
Primer Acto. (Santiago de Chile, 1988)
| N.º  | Canción                   | Escena                               | Intérprete                        |
| ---- | ------------------------- | ------------------------------------ | --------------------------------- |
| 01.- | Instrumental              | Obertura                             | Orquesta                          |
| 02.- | “Blanco y Negro”          | En la sala de clases                 | Hipólito, estudiantes.            |
| 03.- | “Que cante la vida”       | En el patio                          | Esteban, Damián.                  |
| 04.- | “Me gustas”               | Pasillo del colegio / Casa de Sergio | Paz, José Miguel, Caro, Hipólito. |
| 05.- | “Me gustas” (reprise)     | Casa de Sergio                       | Paz, José Miguel.                 |
| 06.- | “No seas cruel”           | En el cabaret                        | Julio César.                      |
| 07.- | “Tengo un día más”        | Oficina en el colegio                | Hipólito, Miss Emily.             |
| 08.- | “Cómplices”               | Pieza de José Miguel                 | José Miguel, Paz.                 |
| 09.- | “No me quites la ilusión” | Patio del colegio                    | José Miguel.                      |
| 10.- | “Cómplices” (reprise)     | Pieza de José Miguel                 | José Miguel, Paz.                 |

Segundo Acto (Santiago de Chile, 1992)
| N.º  | Canción                       | Escena                | Intérprete                           |
| ---- | ----------------------------- | --------------------- | ------------------------------------ |
| 11.- | “Amiga del dolor”             | Departamento de Paz   | Paz, Caro.                           |
| 12.- | “Milagro de abril”            | En la plaza           | Caro.                                |
| 13.- | “Yo te seguiré”               | Escuela de leyes      | Esteban, Caro.                       |
| 14.- | “Pudo ser un gran amor”       | Bar de Hipólito       | Hipólito, Emily, Carlitos, clientes. |
| 15.- | “De tu ausencia”              | Cementerio            | Paz.                                 |
| 16.- | “Que cante la vida” (reprise) | Cementerio            | José Miguel, Paz.                    |
| 17.- | “Cómplices” (reprise)         | Cementerio            | José Miguel, Paz.                    |
| 18.- | “Bandido”                     | Escuela de leyes      | Felipe.                              |
| 19.- | “Hablando de ti”              | Departamento de Paz   | Paz.                                 |
| 20.- | “Sentencia”                   | Terminal de buses     | Felipe, Paz.                         |
| 21.- | “Te pido perdón”              | Casa de Sergio        | Sergio.                              |
| 22.- | “Pa´lante”                    |                       | Carlitos, ensamble.                  |
| 23.- | “Que cante la vida” (reprise) | Nuevo Bar de Hipólito | Elenco.                              |